# کیم هوی-لنگ
کیم هوی-لنگ (انگلیسی: Kim Hwi-lang؛ متولد ۳ دسامبر ۱۹۹۱) یک تکواندوکار اهل کره جنوبی است.
وی در مسابقات قهرمانی تکواندو جهان ۲۰۱۳ پس از شکست در مقابل کارمن مارتون، در سبک‌وزن به مدال نقره دست یافت. وی همچنین در مسابقات قهرمانی تکواندو جهان ۲۰۱۱ شرکت کرد.